# Scheiterhaufen (Mehlspeise)

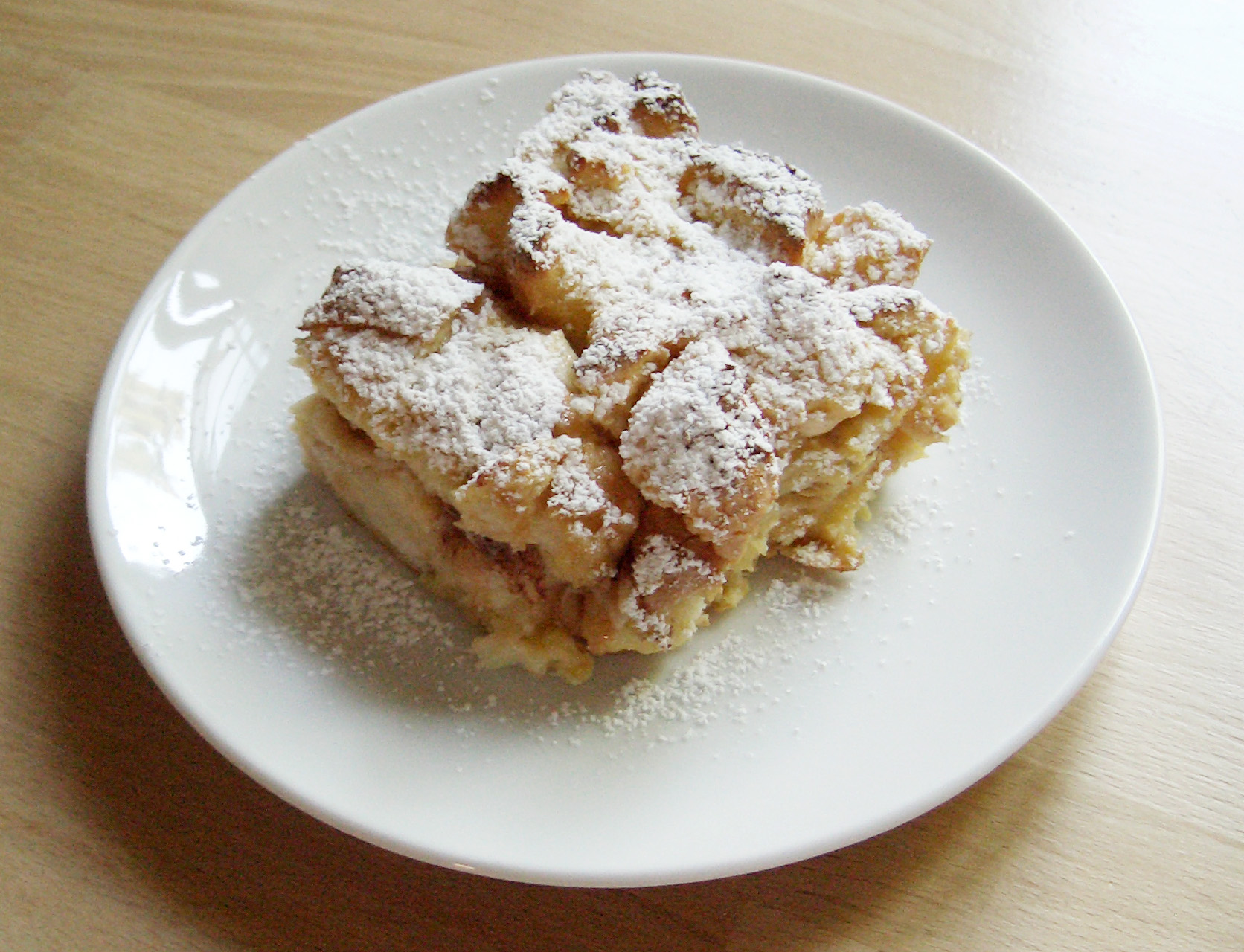
Scheiterhaufen

Scheiterhaufen ist eine in Altbayern, Österreich, Tschechien (als žemlovka), der Slowakei (als žemľovka) und Slowenien (als žemljin narastek) verbreitete Mehlspeise. Im Südwesten Deutschlands gibt es die verwandte Speise Ofenschlupfer.
Es gibt verschiedene Varianten der Zubereitung. Eine sehr gängige Art ist die folgende: Altbackene Semmeln werden geschnitten und in mit Eiern vermengter Milch eingeweicht. Danach wird die Masse in eine gefettete Auflaufform gegeben und schichtweise mit geraspelten Äpfeln, Zimt, Zucker, Mandeln und vorher in Rum eingeweichten Rosinen gefüllt. Die letzte Schicht muss aus der Semmelmasse bestehen. Die Speise wird im Backrohr bei mittlerer Hitze goldgelb gebacken und mit einer Schneehaube aus steif geschlagenem Eiweiß und Kristallzucker nochmals überbacken.
Als Ofenschlupfer wird das Gericht meistens direkt nach dem Backen mit Vanillesauce serviert.
Ein ähnliches Gericht ist der Kipferlkoch, jedoch ohne die Schneehaube. Die Speise Arme Ritter oder Pofesen ist ebenfalls ähnlich, hingegen ohne Äpfel. Auch der Brotpudding wird ganz ähnlich, aber mit Semmelbröseln bei der Teigerstellung gefertigt.